# HD 47756
HD 47756，又名BD+06 1338，SAO 114244、HR 2454，是一颗恒星，视星等为6.51，位于銀經206.02，銀緯0.49，其B1900.0坐标为赤經6h 35m 9.8s，赤緯+6° 0.49′ 46″。